# Aleksander (Vitols)
Aleksander, imię świeckie Adam Vitols (ur. 5 czerwca 1876, zm. 30 lipca 1942) – łotewski biskup prawosławny.

## Życiorys
Pochodził z rodziny chłopskiej. Absolwent seminarium duchownego w Rydze, służył jako psalmista, a następnie kapłan w cerkwiach w Stāmerienie i Viļace.
17 lipca 1938 został wyświęcony na biskupa jersyckiego (z siedzibą w Dyneburgu), wikariusza metropolii ryskiej. Jako konsekratorzy w ceremonii udział wzięli metropolita ryski i całej Łotwy Augustyn, metropolita estoński Aleksander, arcybiskup fiński Herman, arcybiskup pieczerski Mikołaj oraz biskup jełgawski Jakub. Przed 1941 jego tytuł uległ zmianie na biskup madoński.
Po aneksji Łotwy do ZSRR metropolita moskiewski i kołomieński Sergiusz skierował arcybiskupa Sergiusza (Woskriesienskiego) w celu przeprowadzenia rozmów o przyłączeniu autonomicznego Kościoła Łotewskiego do Rosyjskiego Kościoła Prawosławnego. Biskupi Kościoła Łotewskiego zgodzili się na takie rozwiązanie. Biskup Aleksander pełnił obowiązki duszpasterskie do śmierci w 1942. Pochowany na cmentarzu Wniebowstąpienia Pańskiego w Rydze.